# جورج أبيكاسيس
جورج أبيكاسيس (بالإنجليزية: George Abecassis)‏ مواليد 21 مارس 1913 في سري، إنجلترا، المملكة المتحدة، كان سائق فورملا 1 بريطاني سابق كان قد بدأ مسيرته الاحترافية سنة 1951. كان أول سباق له هو سباق الجائزة الكبرى السويسري 1951.

## سباقات شارك فيها
- لو مان 24 ساعة
- بطولة العالم للسيارات الرياضية